# Ognes (Oise)
Ognes é uma comuna francesa na região administrativa de Altos da França, no departamento de Oise. Estende-se por uma área de 6,76 km². Em 2010 a comuna tinha 295 habitantes (densidade: 43,6 hab./km²).